# Гемоперикард
Гемоперика́рд (лат. Haemopericardium) — накопичення крові в навколосерцевій сумці. Спостерігається зміщення або зниження серцевого поштовху і розширення меж серцевої тупості, глухість тонів серця. При наростанні цих ознак може настати тампонада серця.